# Taiwanhormius affinis
Taiwanhormius affinis är en stekelart som beskrevs av Sergey A. Belokobylskij 1988. Taiwanhormius affinis ingår i släktet Taiwanhormius och familjen bracksteklar. Inga underarter finns listade i Catalogue of Life.